# 情報熱
情報熱(じょうほうねつ、英 information temperature)は、情報の集積度合いを示す言葉である。情報の集積度が高ければ情報熱は高く、情報が分散していれば情報熱は低いとされる。

## 情報熱の定義
情報熱とは、情報の集積した程度を表す言葉である。情報に熱という概念は本来存在しないが、情報理論においてエントロピーという概念は存在する。熱力学においてのエントロピーと同様に情報理論にエントロピーが存在するのであれば、熱力学における熱に相当するものが情報理論にも存在するのではないかという考え方から情報に熱という概念を導入したものである。

## 情報熱という概念を導入する利点
熱力学では、熱力学第一法則や熱力学第二法則などがある。同様に情報にもこれらの概念が適用されるとするならば、情報にも熱という概念が必要である。反面、情報熱という概念があれば情報の集積による情報量の増加などが熱力学第一法則と同様に説明することが可能となる。